# Javier Vargas
Javier Vargas Rueda (1941. november 22. – ) mexikói válogatott labdarúgókapus.

## Pályafutása

### Klubcsapatban
Pályafutását 1962-ben kezdte a Club Atlas csapatában. 1973 és 1974 között a San Luis FC, majd 1974 és 1975 között ismét az Atlas együttesében játszott. 1975 és 1979 között a Club Jalisco csapatát erősítette.

### A válogatottban
1966 és 1968 között 11 alkalommal szerepelt a mexikói válogatottban. Részt vett az 1966-os világbajnokságon és a hazai rendezésű 1968. évi nyári olimpiai játékokon.

## Külső hivatkozások
- Javier Vargas – a FIFA adatbázisában
- Javier Vargas adatlapja a National-Football-Teams.com oldalon (angolul)

- Javier Vargas adatlapja a worldfootball.net oldalon (angolul)
- Javier Vargas (angol, francia, spanyol nyelven). FootballDatabase.com
- Javier Vargas profilja az Olympedia oldalán (angolul)